# فرودگاه ژی-پارانا
فرودگاه ژی-پارانا (به انگلیسی: Ji-Paraná Airport) (به زبان بومی: Aeroporto José Coleto) یک فرودگاه همگانی مسافربری با کد یاتا JPR است که یک باند فرود آسفالت دارد و طول باند آن ۱۸۰۰ متر است. این فرودگاه در کشور برزیل قرار دارد و در ارتفاع ۱۸۱ متری از سطح دریا واقع شده‌است.

## شرکت‌های هواپیمایی و مقصدهای پروازی
| شرکت‌های هواپیمایی     | مقصدهای پروازی |
| --------------------- | -------------- |
| آزول برزیلین ایرلاینز | مارشال روندو   |